# Gagra
Gagra (abhaško Гагра, gruzinsko გაგრა) je mesto v Abhaziji, nekdanji avtonomni pokrajini, ki je razglasila neodvisnost od Gruzije.